# Grzegorzów (Jawor)
Pour les articles homonymes, voir Grzegorzów.
Grzegorzów est une localité polonaise de la gmina de Mściwojów, située dans le powiat de Jawor en voïvodie de Basse-Silésie.